# Mark Hučko
Mark Hučko, slovaški jezikoslovec, * 15. september 1947, Bratislava, Slovaška.
Hučko je skonstruiral umetni jezik Slovio in leta 1984 Blitz English. Leta 1968 se je preselil v Kanado, od leta 1984 pa živi v Švici.